# Saint-Glen
Saint-Glen (tiếng Breton: Sant-Glenn, Gallo: Saent-Glen) là một xã của tỉnh Côtes-d’Armor, thuộc vùng Bretagne, tây bắc Pháp.

## Dân số
Người dân ở Saint-Glen được gọi là Saint-Glénois.